# Hydrablabes praefrontalis
Hydrablabes praefrontalis là một loài rắn trong họ Rắn nước. Loài này được Mocquard mô tả khoa học đầu tiên năm 1890.